# Frederic Remington
Pour les articles homonymes, voir Remington.

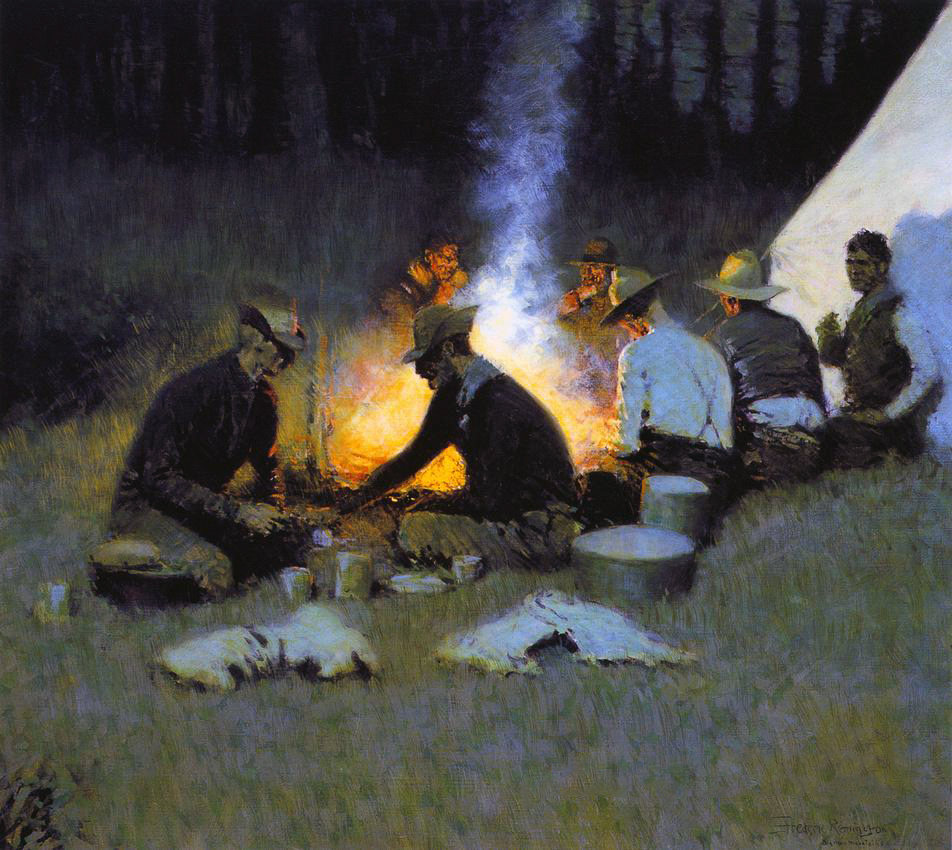
Le Souper des chasseurs exposé au National Cowboy & Western Heritage Museum.

Frederic Sackrider Remington (4 octobre 1861 – 26 décembre 1909) est un peintre, dessinateur et sculpteur américain spécialisé dans la description de l'Ouest américain (American Landscape) et rattaché au courant moderniste du réalisme américain.

## Biographie

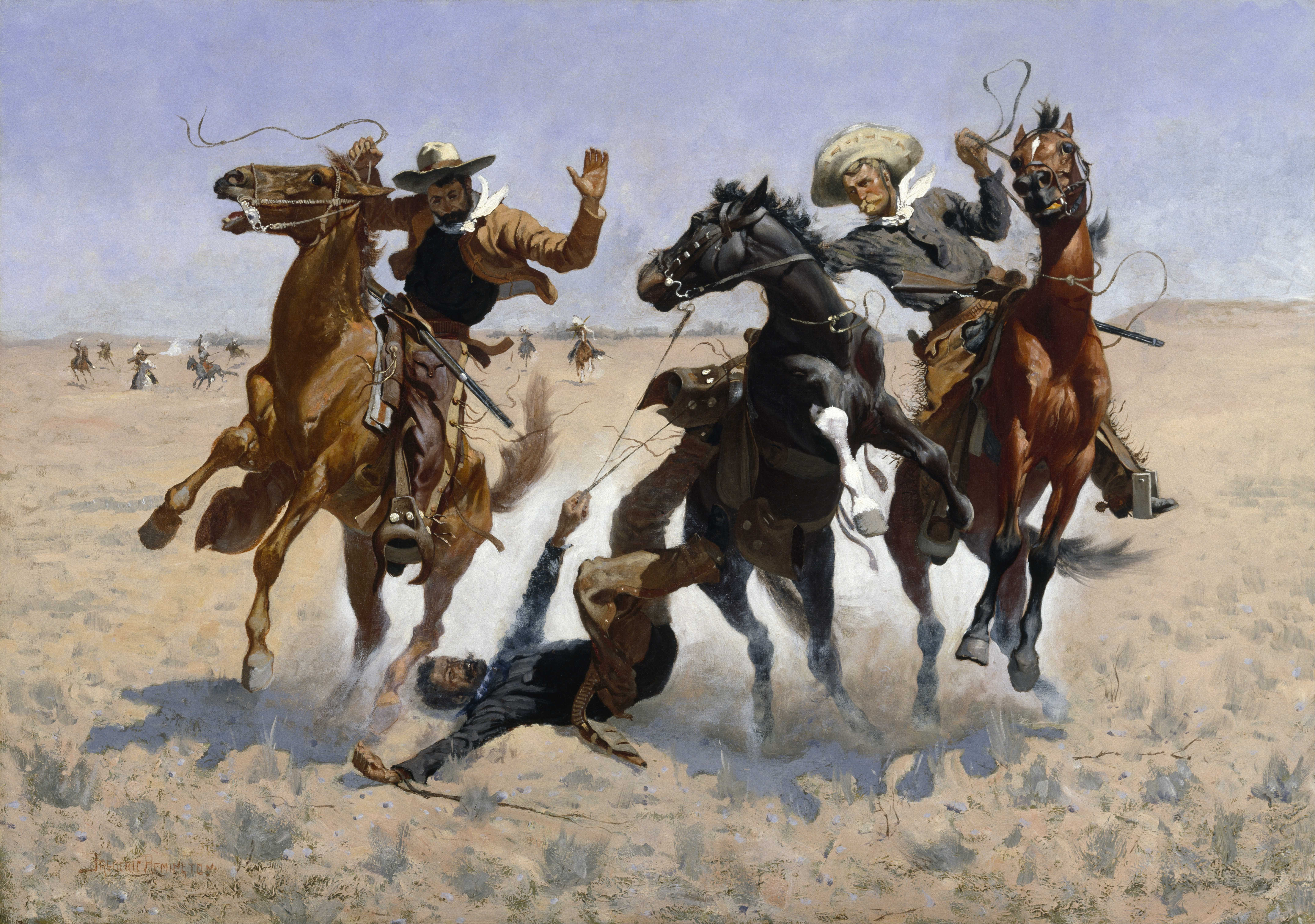
En aidant un camarade, 1890, huile sur toile conservée au musée des Beaux-Arts de Houston.

Né à Canton, dans l'État de New York, il a passé son enfance à chasser et à monter les chevaux tout en commençant à réaliser quelques croquis et dessins. Sa famille a ensuite déménagé à Ogdensburg.
Il a suivi des cours d'art à l'université Yale, trouvant le football et la boxe plus intéressants que l'art. À la mort de son père, il est retourné chez lui et s'est fait employé de bureau à Albany.
Il fait rapidement son premier voyage dans l'ouest et devient hommes d'affaires à Kansas City. En 1884, il se marie avec Eva Caten et étudie à la Art Students League de New York. Dans la foulée, il publie ses illustrations et ses dessins dans des publications telles que le  Collier's Weekly et Harper's Magazine.

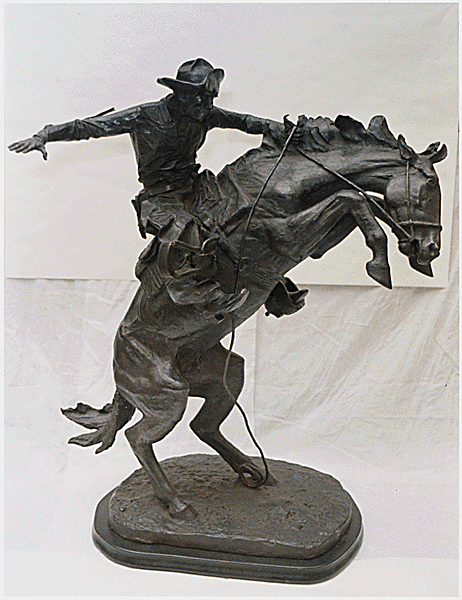
Bronco Buster.

Alors qu'il est devenu mondialement célèbre pour ses descriptions de la vie dans l'Ouest américain, Remington n'a visité la région que brièvement, quelques mois seulement à chaque fois. Mais il était là au bon moment, croquant des images de la vie des pionniers avant que le Far West ne soit mis en valeur et que ce genre de vie n'ait disparu. C'est l'une de ses représentations des guerres apaches exécutée en 1889, A Dash for the Timber, qui l'aide d'ailleurs à lancer sa carrière. Par sa glorification de la frontière américaine il influence comme nul autre l'iconographie de l'Ouest et le mythe du cow-boy.
En 1890, Remington part pour New Rochelle afin d'avoir plus de place. À la fin de sa vie, il s'est installé à Ridgefield dans le Connecticut.

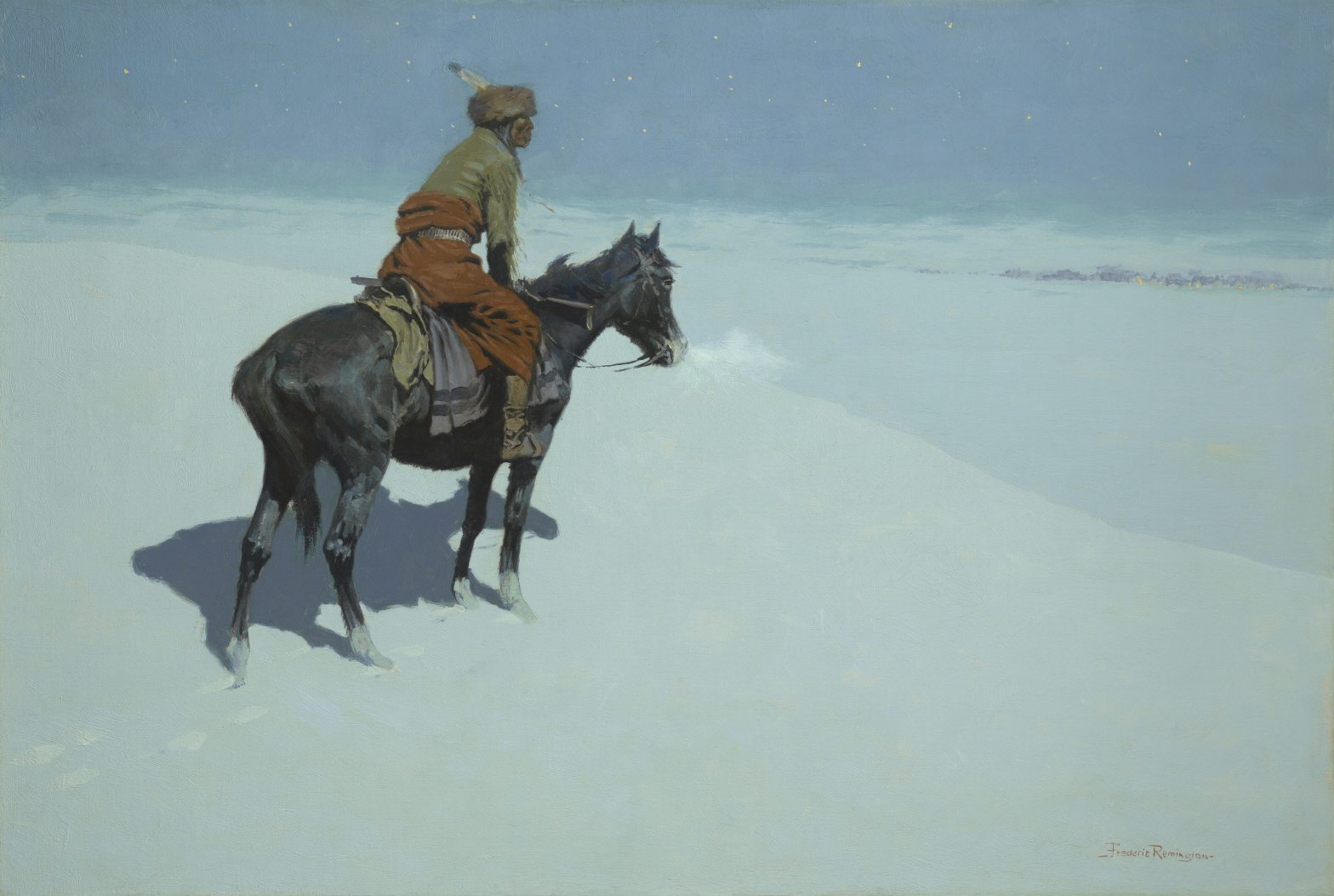
Amis ou Ennemis ? (L'Éclaireur), 1902-05, Clark Art Institute.

En 1898, Remington est correspondant de guerre et illustrateur pendant la guerre hispano-américaine de 1898 pour William Randolph Hearst. Même s'il s'est très vite ennuyé à cette tâche, il était présent pour assister à la bataille de San Juan Hill avec l'assaut des forces américaines emmenées par Theodore Roosevelt.
Frederic Remington est mort après une appendicectomie d'urgence qui a engendré une péritonite. Son obésité extrême est une des causes possibles de ce problème.

## Bronco Buster
Il voyage dans l'Empire russe en 1892 pour admirer les bronzes de Lanceray, dont il avait pu découvrir des œuvres exposées à Philadelphie en 1876, et s'en inspirera pour sa série Bronco Buster (dompteur de bronco).

## Postérité
- Son œuvre sur l'Ouest américain a influencé la photographie du film La Charge héroïque de John Ford[4].

- Frederic Remington est le personnage central du tome 40 des aventures de Lucky Luke, L'Artiste peintre dans lequel le cowboy qui tire plus vite que son ombre doit assurer la protection de l'artiste. On prend d'ailleurs connaissance dans cet album de la terrible manie qu'avait Frederic Remington de brûler les toiles qui ne lui plaisaient plus.